# Ami eltűnik, elő is kerül (Lost)
Az Ami eltűnik, elő is kerül (…And Found) a Lost c. amerikai televíziós sorozat második évadának ötödik része. 2005. október 19-én mutatták be először az Amerikai Egyesült Államokban, az ABC műsorán, a sorozat 29. részeként. Az epizódot Damon Lindelof és Carlton Cuse írta és Stephen Williams rendezte. Középpontjában Sun-Hwa Kwon és Jin-Soo Kwon áll.

## Visszaemlékezések
|  | Alább a cselekmény részletei következnek! |

Sun épp öltözködik, amikor benyit hozzá az anyja, és megkérdezi, valóban azokat a magassarkú cipőket akarja-e felvenni. Mivel Sun nem érti, mi a baj velük, az idősebb nő elmagyarázza, hogy akivel találkoznak, lehet, hogy alacsonyabb nála, ezért cseréli ki lapos sarkúakra őket. Sun anyja elégedetlen azzal, hogy lánya nem talált férjet a főiskolán, viszont a nő válasza szerint ő tanulni ment oda. Az apja azonban most akar vejet szerezni magának.
Eközben Jin egy nagy hotel állásinterjújára készül, barátja, Tai Soo pedig egy asztrológiai könyvből azt jósolja neki, idén megtalálja a szerelem. Jin viccből megkérdezi, honnan tudja majd, hogy ő az igazi. Tai Soo válasza: „Narancs.” Jin kifejti álláspontját, arról, hogy ha egy férfi keményen dolgozik, előrébb jut, és nevet szerezhet magának. Mikor barátja arra kíváncsi, mit mondjon, ha keresi a szerelem, Jin azt válaszolja: „Várjon.”
Jin az interjún elmondja, hogy dolgozott egy másik hotelben pincérsegédként, aztán felszolgálóvá léptették elő. A hotel vezetője, miután érzékeltette vele, hogy ő csak egy falusi halász fia, felveszi Jint ajtónyitogató embernek azzal a kikötéssel, hogy az olyanokat, mint ő, ne engedje be. Sun egy házasságközvetítő útján találkozik egy férfival, Jae Leevel, aki nagyon gazdag, és családjának tizenhárom hotel van a birtokában. Bár a nőnek nem fűlik a foga ehhez, ő és a férfi abban a hotelben találkoznak, ahol Jin is dolgozik.
Jin kinyitja Jae Lee autójának ajtaját, az pedig, mivel Sunnal találkozik, elkéri tőle a zsebébe tűzött virágot. A férfi közli terveit a nővel, melyek szerint összeházasodik egy Harvardon megismert amerikai nővel, és elárulja, hogy csak a szülei nyomása miatt találkozgatott Sunnal. A nő lesújtva távozik.
Ugyanekkor Jinhez odamegy egy szegény férfi, akinek a gyereke használni szeretné a hotel toalettjét. A férfi az utcai nyilvános vécét javasolja nekik, ám a fiú azt inti a fejével, nem bírná ki odáig. Jin végül is belemegy, az apa pedig jó embernek nevezi, ám pont ekkor jön ki az ajtón a szállodaigazgató, aki felelősségre vonja, és utasítja, hogy dobja ki őket. Jin azonban inkább felmond.
Később egy hídon sétálva a férfi észrevesz egy narancssárga ruhás nőt. Azon gondolkodva, mit jósolt neki a barátja, figyelmetlenségében nekimegy az épp arra járó Sunnak. A nő elejti a táskáját, amit a férfi segít felvenni. Ekkor mindketten elhallgatnak. Ez az első találkozásuk.

## A parton
Sun és Claire mosnak, amikor a koreai nő megkérdezi, mi lehet a tutajon. A másik megnyugtatja, mert véleménye szerint Michael érti a dolgát. Eközben Sun észreveszi, hogy eltűnt a jegygyűrűje.
Később Jack látja, hogy a nő keres valamit. Miután megtudja, mi az, amit nem talál, elmeséli az ő történetét az elveszett gyűrűjéről. Felforgatta a kukákat, a lefolyót is szétszerelte, de nem találta meg. Hogy a felesége ne tudja meg, csináltatott egy ékszerésszel egy ugyanolyat. Mivel Sun észreveszi, hogy nincs a kezén a gyűrű, a doktor elmondja, hogy azóta is a fiókban hányódik. A férfi fel is ajánlja segítségét, de a nő elutasítja, mert abban bízik, úgyis előkerül.
Sun ezután Hurleyhez fordul, aki, miután megtudja, hogy a nő előző nap megetette Vincentet, a kutyára gyanakszik. A férfi elmesél vicces történetet Buster kutyájáról, aki lenyelt egy marék ötcentest. Hurley megkérdezi, volt-e már kutyája, a nő pedig azt válaszolja, hogy igen, és Bpo Bpónak nevezte el, ami azt jelenti, „Egy csók”.
Sun kétségbeesésében feldúlja kertjét, ám ekkor megjelenik Locke. A férfi nyugodt marad, mire a nő megjegyzi, még sosem látta idegesnek. Locke nevetve azt válaszolja, régebben nagyon dühös és frusztrált volt, de mióta „nem elveszett”, már többé nem az. Ezt úgy érte el, hogy „ami eltűnik, megkerül”, így már nem keresgél.
Végül Kate próbálja megnyugtatni Sunt, aki bevallja neki, hogy megtalálták a palackot, melybe a túlélők üzeneteiket tették. Kate megkérdezi, hol van most, a nő pedig megmutatja, hová temette el. Kiásva az üveget, Kate elkezdi elolvasni a cetliket. Sun megállítja, arra hivatkozva, hogy az magánügy. A nő bevallja, azért csinálja ezt, mert nem tudott elbúcsúzni Sawyertől.  Kate aztán a homokra pillant, és szól Sunnak, nézzen oda. A jegygyűrű ott fekszik a földön, a nő pedig, miközben ujjára húzza, örömében sírni kezd.

## A sziget belsejében
Jin, Michael és Sawyer a farokrész túlélőinek bunkerének egyik felében vannak, a többiek a másikban tanácskoznak. Michael megnyugtatja Jint, mert szerinte Sun biztosan jól van. Ana Lucia közli velük, hogy elmennek oda, ahonnan Sawyerék jöttek, és hosszú útra készüljenek.
A bunkerből kilépve Sawyer azt javasolja Michaelnak, szökjenek meg, ám az afroamerikai ki akarja deríteni, mi történt a többiekkel. Ana Lucia kiadja az utasításokat: párokban gyűjtsenek élelmet. Cindyt Ekóval, Libbyt Michaellel teszi egy csapatba, míg ő és Bernard horgásznak. Jin velük akar menni, Sawyer pedig megerősíti őket, hogy a koreai férfi nagyon jó halász. A nő végül megengedi, hogy velük tartson.
A tengerparton Ana és Bernard hálóval próbálnak halászni, de Jin nem segít nekik, hanem egy tengeri sün segítségével beetet, majd nagyon sok  halat fog ki.
Michael és Libby gyümölcsöt próbálnak gyűjteni, de nem járnak sikerrel. A nő elnézést kér, mert bedobták őt és a barátait a verembe. A férfi azonban Sawyert nem tartja a barátjának. Megkérdezi, miért tették be őket a gödörbe, a nő azt válaszolja, félelemből, és azért, mert gondjaik vannak a bizalommal. Michael nem érti, miért nem szednek gyümölcsöt a másik oldalon lévő fákról, Libby szerint viszont oda nem mehetnek, mert „»ők« onnan jönnek”.
Eközben Jin, Ana Lucia, Cindy és Bernard a hallal foglalkozik, miközben Sawyer pihen. Ekkor egy kés áll egy Sawyer feje melletti fadarabba. A fegyvert Mr. Eko állította oda, aki szerint biztonságosabb ezzel az utazás. Bemutatkozik neki, majd rögtön egy gúnynevet is kap tőle: Mr. Ed. Libby futva tér vissza a táborba, és elárulja, Michael berohant a dzsungelbe. Jin biztos benne, hogy Waltért indult. Meg szeretné keresni, de Ana Lucia el akar indulni. Sawyer egyértelművé teszi, ő sem megy Michael után, így Jinnek egyedül kéne elindulnia, ám Eko némi kakaskodás után felajánlja segítségét, ezért ketten erednek Michael nyomába, míg a többiek a tábor felé tartanak.
Útközben Eko meg akarja állítani Jint, aki azonban továbbmegy, és felökleli egy vaddisznó, így legurul egy holttest mellé. „Goodwinnak hívták” - mondja Eko. „Többiek?” - kérdi Jin, Eko pedig bólint.
Eko rámutat Jin gyűrűjére, és megkérdi, nős-e. Miután megtudja, hogy igen, a nevéről érdeklődik. A koreai elárulja, hogy Sunnak hívják. Aztán arra kíváncsi, a gépen vele utazott-e. Jin fejével igent int.
A férfi aztán lábnyomokat talál, melyekről azt hiszi, Michaeléi. Eko meghallja, hogy jön valaki, ezért elbújnak. A bokrok közül látják, hogy egy csapat ember majdnem teljes csendben átvonul előttük. Csak a Többiek lábát látják térdtől lefelé, és azt, hogy mezítláb vannak és sárosak, és az utolsó, egy gyerek a játékmackóját húzza maga után. Ezek után Jin vissza akarja küldeni Ekót, az azonban azt mondja, együtt kell maradniuk.
Sawyer útközben elfárad, ezért leül. Ana  biztosítja afelől, hogy ha hátráltatja őket, hátrahagyják. A férfi megkérdezi, akkor hogyan találja meg a tábort. A nő azt válaszolja, megkerülik a szigetet, és Eko úgyis visszajön. Ezután flörtölni kezdenek, és szarkasztikus kérdéseket tesznek fel egymásnak. Sawyer megkérdezi, férjnél van-e. A nő azt feleli, nem, majd arra kíváncsi, a férfi meleg-e. Sawyer ezt viccesnek nevezi, majd továbbmegy.
Jin végül megtalálja Michaelt, aki egy vízesénél kiáltozza fia nevét. Michael megpróbálja meggyőzni a koreait, hogy forduljon vissza. Megjelenik Eko, de hiába akarja rábeszélni, menjen vissza velük, nem hallgat rá. Jin azt mondja neki angolul: „Megtalálod Waltot”. Végül ez bírja rá Michaelt, hogy egy időre feladja a keresését.
|  | Itt a vége a cselekmény részletezésének! |